# Stanisław Haller
Stanisław Haller de Hallenburg (ur. 26 kwietnia 1872 w Polance Hallera, zm. wiosną 1940 w Charkowie) – pułkownik artylerii C.K. Armii oraz generał dywizji Wojska Polskiego. Dwukrotnie odznaczony Orderem Virtuti Militari, ofiara zbrodni katyńskiej.

## Życiorys

### Pochodzenie i kształcenie
Stanisław Haller urodził się 26 kwietnia 1872 w Polance, w rodzinie szlacheckiej herbu własnego. Był wnukiem Józefa Hallera (1783–1850), synem Władysława Hallera de Hallenburg (1834–1897) i Lucyny z domu Urbańskiej (ur. 1844 lub 1845, zm. 1926); trzech braci, w tym Mieczysława Hallera (1877–1917) oraz dwie siostry. Był kuzynem gen. Józefa Hallera. Zdał egzamin dojrzałości w Bielsku.

### Armia Austro-Węgier
Po zdaniu matury, w 1892 wstąpił jako ochotnik do jednorocznej szkoły oficerów rezerwy armii Austro-Węgier. Został mianowany podporucznikiem artylerii w rezerwie z dniem 1 stycznia 1894. Jako oficer rezerwy był przydzielony do 10 Galicyjskiej Brygady Artylerii w Przemyślu. Złożył podanie o podjęcie zawodowej służby wojskowej, do której został przyjęty w kwietniu 1894. Został zweryfikowany w stopniu podporucznika artylerii służby czynnej z dniem 1 maja 1895. Od około 1895 był oficerem 3 pułku artylerii dywizyjnej w Krakowie, a od około 1896 służył w 1 pułku artylerii korpuśnej w Krakowie. W międzyczasie został awansowany na stopień porucznika artylerii polowej z dniem 1 maja 1898. Od 1899 do 1901 był słuchaczem Szkoły Wojennej w Wiedniu. Od 1901 jako oficer nadkompletowy był przydzielony z 1 pułku artylerii korpuśnej do sztabu generalnego i 5 brygady kawalerii w Jarosławiu. Został awansowany na stopień kapitana artylerii polowej 2 klasy z dniem 1 maja 1904. Od tego roku służył w 6 pułku artylerii korpuśnej w Kassa. Początkowo pełnił funkcję dowódcy plutonu, potem był dowódcą batalionu.
Następnie zweryfikowany w stopniu kapitan 1 klasy w korpusie Sztabu Generalnego z dniem 1 maja 1904. Około 1907 został przydzielony ze sztabu generalnego do oddziału wojskowego Grupy C.K. Obrony Krajowej 11 Korpusu we Lwowie. Od około 1909 był przydzielony do Krajowego Biura Opisowego (Landesbeschreibbureau).
Został awansowany na stopień majora w korpusie sztabu generalnego z dniem 1 maja 1912. Od listopada 1912 do grudnia 1915 był szefem sztabu generalnego Twierdzy Kraków. Po wybuchu I wojny światowej został awansowany na stopień podpułkownika sztabu generalnego z dniem 1 listopada 1914. W styczniu 1916 przebywał na froncie włoskim, dowódca pułku artylerii. W 1917 był najwyższym stopniem oficerem dywizji ciężkich haubic nr 1. Następnie awansowany na pułkownika z dniem 1 maja 1917 i z 119 lokatą. W 1918 był dowódcą 12 pułku ciężkiej artylerii polowej
Koniec wojny zastał go na froncie włoskim, skąd wrócił do Krakowa i zgłosił się do Wojska Polskiego.

### Wojsko Polskie
Po odzyskaniu przez Polskę niepodległości w 1918 początkowo objął funkcję zastępcy komendanta miasta Krakowa. 18 listopada 1918 został szefem Sztabu Dowództwa Okręgu Generalnego „Kraków”.
7 lutego 1919 Naczelnik Państwa i Naczelny Wódz Józef Piłsudski powierzył mu pełnienie obowiązków Szefa Sztabu Generalnego WP, a 1 stycznia 1920 awansował go na stopień generała podporucznika.
Od sierpnia do września 1920 podczas wojny polsko–bolszewickiej dowodził 13 Dywizją Piechoty i Grupą Operacyjną. 10 września 1920 został mianowany generałem porucznikiem z dniem 1 kwietnia 1920. W tym samym miesiącu objął dowodzenie 6 Armią we Lwowie, prowadząc ciężkie boje do zawieszenia broni 12 października 1920. Przyczynił się do pokonania 1 Armii Konnej Siemiona Budionnego i wyparcia jej za Bug. Był członkiem Rady Wojennej.
W styczniu 1921 przewodniczył delegacji polskiej na rokowania w Bukareszcie w sprawach polsko–rumuńskiej konwencji wojskowej. Po powrocie do kraju Inspektor Armii nr VI we Lwowie. W 1921 zweryfikowany w stopniu generała dywizji ze starszeństwem z dniem 1 czerwca 1919.
Od 9 lipca 1923 do 16 grudnia 1925 był szefem Sztabu Generalnego. Złożona przez niego dymisja nie została przyjęta i formalnie nadal pozostawał szefem Sztabu Generalnego, jednak obowiązki pełnił gen. Edmund Kessler. W maju 1926 wyznaczony przez ministra spraw wojskowych, gen. Juliusza Malczewskiego, szefem sztabu wojsk rządowych. W czasie przewrotu majowego 1926 roku brał udział w walkach po stronie władz legalnych. Po przewrocie majowym, jako przeciwnik Józefa Piłsudskiego, podał się do dymisji. W 1926 został przeniesiony w stan spoczynku. W latach 30. był emerytowanym generałem dywizji.
Osiadł w rodzinnym majątku. Zajmował się pracą społeczną m.in. jako aktywny członek Akcji Katolickiej. Zbliżył się do ruchu narodowego, przystępując do Obozu Wielkiej Polski. W organizacji tej należał do Wielkiej Rady i był oboźnym Dzielnicy Małopolskiej OWP.
Po wybuchu II wojny światowej 1939 i agresji III Rzeszy na Polskę oddał się do dyspozycji Naczelnego Wodza. Po agresji ZSRR na Polskę i okupacji wschodnich terytoriów Rzeczypospolitej został aresztowany przez NKWD. Początkowo przetrzymywany był w obozie jenieckim w Szepetówce, skąd trafił do obozu w Starobielsku. 6 kwietnia 1940 został wywieziony ze Starobielska do Charkowa, gdzie został zamordowany przez funkcjonariuszy NKWD. Figuruje na Liście Starobielskiej pod poz. 711.
Był wytypowany przez premiera Władysława Sikorskiego (nieświadomego wówczas zbrodni katyńskiej) na przyszłego dowódcę Polskich Sił Zbrojnych w ZSRR, gdy na przełomie lipca i sierpnia 1941 uzgodniono z ZSRR ich powstanie.

Pochowany został w Piatichatkach, gdzie od 17 czerwca 2000 mieści się oficjalnie Cmentarz Ofiar Totalitaryzmu w Charkowie.
Postanowieniem nr 112-48-07 Prezydenta Rzeczypospolitej Polskiej Lecha Kaczyńskiego z 5 października 2007 Stanisław Haller został mianowany pośmiertnie na stopień generała broni. Awans został ogłoszony 9 listopada 2007 w Warszawie, podczas uroczystości „Katyń Pamiętamy – Uczcijmy Pamięć Bohaterów”.

## Awanse
- Podporucznik artylerii w rezerwie – z dniem 1 stycznia 1894
- Podporucznik artylerii służby czynnej – z dniem 1 maja 1895
- Porucznik artylerii polowej – z dniem 1 maja 1898
- Kapitan artylerii polowej 2 klasy – z dniem 1 maja 1904
- Kapitan 1 klasy Sztabu Generalnego – z dniem 1 maja 1904
- Major Sztabu Generalnego – z dniem 1 maja 1912
- Podpułkownik Sztabu Generalnego – z dniem 1 stycznia 1894
- Pułkownik – z dniem 1 maja 1917 i z 119. lokatą
- Generał podporucznik – 1 stycznia 1920
- Generał porucznik – 10 września 1920 z dniem 1 kwietnia 1920, a w następnym roku zweryfikowany w stopniu generała dywizji ze starszeństwem z dniem 1 czerwca 1919
- Generał dywizji – 1921, ze starszeństwem z dniem 1 czerwca 1919
- Generał broni – pośmiertnie, 5 października 2007

## Twórczość
- Naród a armja. Kraków: Księgarnia Krakowska, 1926. Brak numerów stron w książce
- Wypadki warszawskie od 12 do 15 maja 1926 r.. Kraków: Skład Główny w Księgarni Krakowskiej, 1926. Brak numerów stron w książce

## Ordery i odznaczenia
- Krzyż Komandorski Orderu Wojskowego Virtuti Militari nr 2 (24 listopada 1922)[57][58][59]
- Krzyż Srebrny Orderu Wojskowego Virtuti Militari nr 56 (15 marca 1921)[57][60][59]
- Krzyż Komandorski z Gwiazdą Orderu Odrodzenia Polski (7 listopada 1925)[61][62][63]
- Krzyż Komandorski Orderu Odrodzenia Polski (2 maja 1922)[57][64][65]
- Krzyż Walecznych (dwukrotnie, 1921)[57][66][67]
- Krzyż za Obronę Śląska Cieszyńskiego II klasy (2 października 1919)[68][69]
- Medal Pamiątkowy za Obronę Śląska Cieszyńskiego[69]
- Dekret pochwalny Rady Narodowej Księstwa Cieszyńskiego[69]
- Order Korony I klasy (Belgia)[57]
- Order Gwiazdy Rumunii I klasy (Rumunia)[57]
- Krzyż Wielki Orderu Korony Rumunii (Rumunia, 19 czerwca 1922)[70]
- Order Korony Włoch I klasy (Włochy)[57]
- Order św. Sawy I klasy (Jugosławia)[57][71]
- Order Lwa Białego II klasy (Czechosłowacja, 1926)[57][72]
- Order Legii Honorowej II klasy (Francja)[57]
- Order Legii Honorowej III klasy (Francja, 1921)[73]
- Krzyż Wolności III kategorii I klasy (Estonia, 1925)[57][74][75]
- Krzyż Wolności I kategorii III klasy (Estonia, 1922)[57][76]
- Order św. Michała i św. Jerzego III klasy (Wielka Brytania)[57]
- Order św. Stefana (Austro-Węgry)

- Kawaler Orderu Leopolda z dekoracją wojenną i z mieczami (Austro-Węgry, przed 1918)[39]
- Order Korony Żelaznej 3 klasy z dekoracją wojenną (Austro-Węgry, przed 1916)[37] i z mieczami (przed 1918)[39]
- Krzyż Zasługi Wojskowej 3 klasy z dekoracją wojenną (Austro-Węgry, przed 1916)[37]
- Krzyż Zasługi Wojskowej 3 klasy (Austro-Węgry, 1911)[77][37]
- Brązowy Medal Zasługi Wojskowej na wstążce Krzyża Zasługi Wojskowej z mieczami (Austro-Węgry, przed 1918)[39]
- Krzyż Wojskowy Karola (Austro-Węgry, przed 1918)[39]
- Brązowy Medal Jubileuszowy Pamiątkowy dla Sił Zbrojnych i Żandarmerii (Austro-Węgry, przed 1900)[14]
- Krzyż Jubileuszowy Wojskowy (Austro-Węgry, przed 1909)[29]

## Upamiętnienie
- Został upamiętniony symboliczną inskrypcją na grobowcu rodzinnym na cmentarzu w Krzęcinie[78][79].
- Stanisław Haller jest także patronem 5 Batalionu Dowodzenia (2 Korpus Zmechanizowany) w Krakowie oraz Szkoły Podstawowej w Polance Hallera.
- 15 sierpnia 2014, w 94. rocznicę bitwy warszawskiej, na Cmentarzu Poległych w Bitwie Warszawskiej w Ossowie została odsłonięta w Ossowie tablica upamiętniająca ośmiu dowódców polskich oddziałów uczestniczących w walkach, którzy w 1940 zostali ofiarami zbrodni katyńskiej; upamiętnieni zostali gen. dyw. Stanisław Haller, gen. dyw. Henryk Minkiewicz, gen. dyw. Leonard Skierski, gen. bryg. Bronisław Bohaterewicz, gen. bryg. Kazimierz Łukoski, gen. bryg. Mieczysław Smorawiński, płk dypl. Stefan Kossecki, ppłk. Wilhelm Kasprzykiewicz[80][81].
- W ramach akcji „Katyń… Ocalić od zapomnienia” przy Szkole Podstawowej im. Stanisława Hallera w Mariance został posadzony Dąb Pamięci honorujący generała[82].